# بهداد بیرانوند
بهداد بیرانوند (متولد ۱۵ خرداد ۱۳۶۵)، بازیکن و کاپیتان تیم ملی هاکی جمهوری اسلامی ایران است.
او از سن ۹ سالگی فعالیت ورزشی خود را شروع کرد و مدت ۲۵ سال است که در رشتهٔ هاکی فعالیت دارد. وی در حال حاضر مدت ۵ سال است که کاپیتان تیم ملی هاکی ایران است.
او در سه دورهٔ جام جهانی هاکی سالنی حضور داشته‌است که در سال ۲۰۱۱ به مقام نهم جهان در لهستان می‌رسد. همچنین در سال ۲۰۱۵ در جام جهانی المان به مقام چهارمی می‌رسد و در سال ۲۰۱۸ جام جهانی المان به مقام سومی می‌رسد. او همچنین از اولین لژیونرهای ایران بوده‌است که در تیم پلیس گوجو ترکیه به مقام سوم لیگ اروپا رسیده‌است.
وی در ۱۰ دوره لیگ برتر هاکی داخل سالن کشور حضور داشته‌است و ۶ مقام قهرمانی لیگ به همراه تیم‌های راه و ترابری کهگیلویه و بویراحمد، صنایع هوایی تهران، نفت و گاز گچساران کسب کرده‌است. ۲ عنوان نایب قهرمانی با تیم نفت و گاز گچساران و عنوان سوم لیگ برتر به همراه تیم همدان را کسب کرده‌است؛ و در آخرین دوره لیگ برتر هاکی به مقام نائب قهرمانی لیگ اروپا رسیده‌است.
هم چنین از سال ۲۰۱۵ به عنوان کاپیتان تیم ملی هاکی ایران برگزیده شده‌است.

## سال‌های آغازین زندگی
بهداد بیرانوند در ۱۵ خرداد ۱۳۶۵ در خرم‌آباد به دنیا آمد و فرزند سوم خانواده است. وی اصالتاً خرم‌آبادی است. پدر او حسین نقاش ساختمان و مادرش خانه‌دار است. وی از ۹ سالگی فعالیت ورزشی خود را آغاز کرد.
بهداد بیرانوند تحصیلات خود را در رشتهٔ تربیت بدنی در دانشگاه آزاد اسلامی واحد خرم‌آباد گذرانده‌است.

## عناوین فردی
۱-کسب عنوان سومین گلزن برتر جام جهانی هاکی داخل سالن آلمان در سال ۲۰۱۵
۲-کسب عنوان بهترین بازیکن مسابقات هاکی داخل سالن آسیا در سال ۲۰۱۷ در کشور قطر
۳-کسب عنوان آقای گل مسابقات لیگ برتر هاکی داخل سالن ایران در سال ۲۰۱۷
۴-کاپیتان تیم ملی هاکی سالنی از سال ۲۰۱۵
۵-کسب عنوان بهترین بازیکن آسیا در سال ۲۰۱۹ در کشور تایلند

## عناوین داخلی
حضور در ۹ دوره لیگ برتر هاکی داخل سالن کشور و ۶ مقام قهرمان لیگ به همراه تیم‌های راه و ترابری کهگیلویه و بویراحمد، صنایع هوایی تهران، نفت و گاز گچساران ۲ عنوان نایب قهرمانی با تیم نفت و گاز گچساران و عنوان سوم لیگ برتر به همراه تیم همدان را کسب کرده‌است.
کسب مقام‌های مختلف در رده‌های سنی مختلف در ایران

## عناوین بین‌المللی
۱-کسب مقام اول تورنمت بین‌المللی هاکی داخل سالن روسیه به همراه تیم شهرداری سمنان در سال ۲۰۱۷
۲-کسب مقام اول قهرمانی هاکی داخل سالن آسیا و کسب جواز حضور در جام جهانی برلین آلمان به میزبانی کشور قطر به همراه تیم ملی بزرگسالان ایران در سال ۲۰۱۷
۳کسب مقام اول تورنمنت بین‌المللی هاکی داخل سالن کرواسی به همراه تیم ملی بزرگسالان ایران در سال ۲۰۱۶
۴-کسب مقام دوم تورنمنت بین‌المللی هاکی داخل سالن روسیه به همراه تیم شهرداری اراک در سال ۲۰۱۶
۵-کسب مقام سوم جام جهانی هاکی داخل سالن آلمان در سال ۲۰۱۸
۶-کسب مقام اول قهرمانی هاکی داخل سالن آسیا به همراه تیم ملی بزرگسالان ایران در سال ۲۰۱۵ در کشور قزاقستان
۷-کسب مقام چهارم در جام جهانی هاکی داخل سالن در کشور آلمان به همراه تیم ملی بزرگسالان ایران در سال ۲۰۱۵
۸--کسب مقام اول تورنمنت بین‌المللی هاکی داخل سالن روسیه به همراه تیم ملی بزرگسالان ایران در سال ۲۰۱۴
۹-حضور به همراه تیم ملی بزرگسالان ایران در لیگ جهانی هاکی چمن در دوره مقدماتی به میزبانی کشور عمان در سال ۲۰۱۴
۱۰-کسب مقام اول هاکی داخل سالن آسیا و کسب جواز حضور در جام جهانی لایپزیگ آلمان به عنوان تنها نماینده قاره آسیا به میزبانی کشور تایوان در سال ۲۰۱۴
۱۱-کسب مقام سوم تورنمنت بین‌المللی هاکی داخل سالن روسیه به همراه تیم ملی بزرگسالان ایران در سال ۲۰۱۲
۱۲-کسب مقام اول تورنمنت بین‌المللی هاکی داخل سالن کشور جمهوری چک به همراه تیم ملی بزرگسالان ایران در سال ۲۰۱۰
۱۳-کسب مقام اول تورنمنت بین‌المللی هاکی داخل سالن روسیه به همراه تیم ملی بزرگسالان ایران در سال ۲۰۱۰
۱۴-کسب مقام اول هاکی داخل سالن آسیا و کسب جواز حضور در جام جهانی لهستان به عنوان تنها نماینده قاره آسیا به میزبانی کشور مالزی در سال ۲۰۱۰
۱۵-کسب مقام اول هاکی داخل سالن تورنمنت بین‌المللی دهه فجر به همراه تیم ملی زیر ۲۳ سال ایران در سال ۲۰۰۹ به میزبانی ایران
۱۶-کسب مقام اول هاکی داخل سالن آسیا به همراه تیم ملی بزرگسالان ایران به میزبانی کشور مالزی در سال ۲۰۰۹
۱۷-کسب مقام اول هاکی داخل سالن آسیا به همراه تیم ملی بزرگسالان ایران به میزبانی کشور مالزی در سال ۲۰۰۸
۱۸-حضور در تورنمنت بین‌المللی هاکی داخل سالن روسیه به همراه تیم ملی بزرگسالان در سال ۲۰۰۵
۱۹-کسب مقام دوم تورنمنت بین‌المللی هاکی چمنی جمهوری آذربایجان (باکو) به همراه تیم ملی بزرگسالان ایران در سال ۲۰۰۴
۲۰-کسب مقام سوم تورنمنت بین‌المللی هاکی داخل سالن دهه فجر به همراه تیم ملی زیر۲۳ سال ایران به میزبانی ایران در سال ۲۰۰۵
۲۱- قهرمان شانزدهمین دوره تورنمنت بین‌المللی مسکو - جام جهانی کوچک (داخل سالن روسیه)
۲۲-کسب مقام سوم تورنمنت بین‌المللی اتریش در سال ۲۰۱۸
۲۳-کسب مقام اول جام ملتهای آسیا درسال ۲۰۱۹ در کشور تایلند

## مدارک کسب شده
-کسب گواهی بین‌المللی مربیگری درجه ۲ هاکی داخل سالن از فدراسیون هاکی ایران توسط آقای جنس لونینگنز
-کسب گواهی درجه ۳ مربیگری داخل سالن از فدراسیون هاکی ایران
-دارای مدرک کارشناسی تربیت بدنی از دانشگاه آزاد اسلامی واحد خرم‌آباد

## مربیگری
-فعالیت به عنوان سرمربی تیم هاکی داخل سالن نوجوانان لرستان
-فعالیت به عنوان سرمربی تیم هاکی داخل سالن بزرگسالان کرمان و حضور در جمع چهار تیم برتر لیگ دسته یک هاکی ایران و کسب مقام سوم با تیم کرمان
-فعالیت به عنوان مربی تیم‌های پایه استان لرستان و اصفهان